# Rodrigo Santoro
Rodrigo Junqueira dos Reis Santoro (Petrópolis, 22 augustus 1975) is een Braziliaans acteur van deels Italiaanse afkomst. Hij won verscheidene (met name Zuid-Amerikaanse) acteerprijzen, waaronder de Chopard Trophy voor de mannelijke revelatie van het jaar op het Filmfestival van Cannes 2004. Na in eigen land naam gemaakt te hebben, speelde hij in 2003 in Charlie's Angels: Full Throttle zijn eerste rol in een Hollywood-film.
Santoro speelde in eigen land vanaf 1993 in verschillende televisieseries, films en televisiefilms voordat hij in 2003 zijn geluk beproefde in de Verenigde Staten. Daar mocht hij in zijn eerste jaar direct meedoen aan zowel het geflopte Charlie's Angels: Full Throttle (Razzie Award-winnaar in de categorie 'slechtste vervolg') als aan kas-succes Love Actually (als Karl, het doelwit van Sarah, gespeeld door Laura Linney).
Het duurde vervolgens drie jaar voordat Santoro weer in een (Noord-)Amerikaanse film te zien was. Niettemin stond hij toen wel weer in een goed ontvangen titel in de vorm van Saturn- en Satellite Award-winnaar 300, waarin hij als de Perzische koning Xerxes bijna onherkenbaar opgemaakt was. De westerse wereld had bij de première van 300 evengoed alweer een paar maanden opnieuw aan Santoro kunnen wennen door zijn rol als Paulo in de televisieserie Lost. Deze speelde hij tot maart 2007.
Evenals eerder keerde Santoro ook hierna terug naar zijn geboorteland om in verschillende Braziliaanse titels te spelen. In 2008 speelde hij vervolgens in de Amerikaanse Mixed Martial Arts-film Redbelt en als Raúl Castro in de bij elkaar horende titels The Argentine en Guerrilla, in Amerika verschenen als Che: Part One en Che: Part Two. Santoro kreeg in 2016 een rol als Hector Escaton in de serie Westworld.

## Filmografie
| - 7 Prisioneiros (2021) - Project Power (2020) - Un traductor (2018) - Ben-Hur (2016) - Focus (2015) - Rio, Eu Te Amo (2014) - Rio 2 (2014, stem) - 300: Rise of an Empire (2014) - Uma História de Amor e Fúria (2013) - The Last Stand (2013) - What to Expect When You're Expecting (2012) - Reis e Ratos (2012) - Meu País (2011) - Heleno (2011) - There Be Dragons (2011) - Rio (2011, stem) | - Post Grad (2009) - I Love You Phillip Morris (2009) - Guerrilla (2008, aka Che: Part Two) - The Argentine (2008, aka Che: Part One) - Leonera (2008, aka Lion's Den) - Redbelt (2008) - Os Desafinados (2008, aka Out of Tune) - Não Por Acaso (2007, aka Not by Chance) - 300 (2006) - A Dona da História (2004, aka Owner of the Story) - Love Actually (2003) - Charlie's Angels: Full Throttle (2003) - Carandiru (2003) - Abril Despedaçado (2001, aka Behind the Sun) - Bicho de Sete Cabeças (2001, aka Brainstorm) - O Trapalhão e a Luz Azul (1999) |

- Biblioteca Nacional de España: XX4821578
- Bibliothèque nationale de France: cb146204515 (data)
- Gemeinsame Normdatei: 140973427
- International Standard Name Identifier: 0000 0001 1497 5982
- Library of Congress Control Number: nr2002033597
- MusicBrainz: 03652eb8-441e-4f90-a19c-2b453a5b7013
- Nationale Bibliotheek van Israël: 987007347933705171
- Nationale Bibliotheek van Polen: a0000002083757
- Nederlandse Thesaurus van Auteursnamen: 265758580
- Système universitaire de documentation: 080481183
- Virtual International Authority File: 120234639
- WorldCat: E39PBJvH7vFG7mr3xyTDB94Xh3